# Grosserer-Societetet
Grosserer-Societetet i København blev oprettet i 1817 og bestod af samtlige dér bosatte grosserere. I 1987 blev foreningen afløst af Handelskammeret. (Societet udtales på dansk, ikke society.)
Dets anliggender blev ledet af en komité, hvis 13 medlemmer valgtes på Grosserer-Societetets årlige generalforsamlinger. Grosserer-Societetets komité repræsenterede handelsstanden lige over for regering og Rigsdag og var i det hele dens organ udadtil overalt, hvor det gjaldt at varetage dens særlige interesser. Komitéen førte tilsyn med Børsbygningen, som var ejet af Grosserer-Societetet, bestyrede de daglige børsmøder, afgav responsa over spørgsmål, hvis besvarelse krævede særlig handelskyndighed, den deltog i valget af Sø- og Handelsrettens medlemmer, afholdt mæglereksamen, medvirkede ved den officielle fastsættelse af vekselkursen og førte kontrol med Københavns Fondsbørs. Til komiteen var knyttet bedømmelses- og voldgiftsudvalg for kornhandelen, foderstofhandelen, frøhandelen og smørhandelen, samt et udvalg til fastsættelse af prisnotering for dansk smør. Siden 1888 udgav komiteen årligt en udførlig handelsberetning. Endelig bestyrede komiteen de Brock'ske Handelsskoler (se Niels Brock), et understøttelsesfond, til hvilket bl.a. de såkaldte spærrepenge afgives, samt et stort antal legater.
P.S. Krøyer har malet Societetets medlemmer, og Carl Nielsen har skrevet en kantate til det.